# Xenofanes
Xenofanes, född omkring 570, död 480 f.Kr., var en grekisk filosof och skald. Han bekämpade antropomorfismen i folkreligionen samt Homeros och Hesiodos ofta omoraliska gudaberättelser. Han sökte i stället hävda en strängt sedlig monoteism med panteistisk färgning. Som filosof tillhörde Xenofanes eleaterna.

## Levnad
Xenofanes föddes i Kolofon omkring år 570 f.Kr. Det är svårt att med bestämdhet slå fast tidpunkten med noggrannhet eftersom mycket runt Xenofanes är höljt i dunkel. Man vet att han som ung flydde till Sicilien, där han livnärde sig själv genom att vid domstolen i Hiero (antik stad nära Syrakusa) recitera elegiska och jambiska verser som han skrivit för att kritisera teogonin (läran om gudarnas uppkomst) över Hesiodos och Homeros. 
Från Sicilien begav han sig till fastlandet av Magna Graecia, där han verkade som filosof. Han blev en hyllad lärare bland pythagoréerna genom att vara mera frimodig i sitt sätt att undervisa än vad som var vanligt. Han introducerade egna åsikter om doktrinerna kring Epimenides/Epimenis, Thales och Pythagoras. Han innehade den pythagoriska stolen inom filosofin i 70 år.
Xenofanes var far till fältherren Lamachos.

## Lära och betydelse
Xenofanes var en elegisk (klagande) och satirisk poet, som lade fram sina frågor snarare i form av ståndpunkter som reformerare än som en undersökande vetenskapare. Om man tittar på de delar av hans produktion som idag finns att tillgå, ser man att det mesta går i satirikerns och den sociala reformerarens tecken. Det finns en som handlar om hur en fest ska skötas, en annan som skarpt fördömer det extrema firandet som följer idrottsliga segrar och många som handlar om de förmänskligade gudarna hos Homeros. Problemet är att hitta en enskild synpunkt från vilken allt kan tolkas – den kanske inte ens finns. 
Xenofanes vände ryggen åt den antropomorfistiska polyteism (månggudadyrkan) som Homeros och Hesiodos stod för. Hans revolt baserade sig på att övertygelsen att Homeros och Hesiodos läror var direkt ansvariga för den moraliska förfallet. - Homeros och Hesiodos har beskrivit gudarna varande som vilka vanliga dödliga som helst; att de genom stöld, äktenskapsbrott och lurendrejeri är som vi.
Detta berodde på att gudarna avbildades i mänsklig gestalt. Att människan gör guden till sin egen avbild. - Etiopier gör gudarna svarta och plattnästa och de från Thrakien ger dem blå ögon och rött hår. Om oxar och lejon hade haft händer och kunde göra statyer, skulle gudarna bli efter deras smak. Allt detta måste sopas bort tillsammans med sagorna om titaner och giganter – det är bara äldre tiders påfund.
Xenofanes fann de vapen han behövde i sin attack mot polyteismen hos samtidens forskning och vetenskap. Här är finns spår efter Anaximanders kosmologi och Xenofanes kan ha varit hans elev, innan han lämnade Jonien, området på Mindre Asiens västra kustsida i höjd med Aten. Han verkar ha tagit gudarna en och en och reducerat deras mytologiska bakgrund till meteorologiska fenomen – speciellt moln. Han vidhöll att det finns bara en gud och det var världen. Guden är ett okroppsligt evigt väsen som liksom även universum är sfärisk och är av samma natur som detta. Den omsluter allt inuti sig själv, är intelligent och genomsyrar allt, men den har ingen likhet med människan vare sig till kropp eller själ. 
Xenofanes menade det aldrig har funnits en tid då inget existerade – för då skulle inget senare kunnat existera. Vad som än finns har funnits i evighet och utan att härleda dess existens från några tidigare principer. Han betraktade jord som arche. Naturen är en och gränslös, och vad som är en är likadant i allt (som senare tiders elementarpartiklar, protoner, neutroner och elektroner). I annat fall skulle det vara många, och att en var utan gräns och att ett oändligt, evigt och homogent universum är oföränderligt och oförmöget till förändringar.
Han bedöms ofta vara panteistisk, men använde ordet "gud" ungefär som andra tidiga kosmologer. Det finns inget som skulle visa på att Xenofanes på något sätt knöt några religiösa känslor till ordet "gud". Allt vi får höra om "honom" eller snarare om "det" är uteslutande negativt. Guden är olik människan, har inga organ för att känna med, men ser allt, hör allt och tänker på allt. Denne gud rör sig inte från plats till plats och gör allt utan att slita för det. Xenofanes låter oss inte veta mer. Säkert skulle efterkommande författare ha citerat honom flitigare, om han hade haft något mer positivt att berätta i religiöst hänseende.

## Utmärkelser
Asteroiden 6026 Xenophanes är uppkallad efter honom.